# Space.com
Space.com és una web de notícies sobre l'espai i astronomia. Les seves notícies són habitualment utilitzades per les grans companyies dels  mitjans de cumnicació, com CNN, MSNBC, Yahoo! i USA Today. Va ser fundat per Lou Dobbs i Rich Zahradnik, a juliol de 1999. Dobbs, per aquesta època, era un presentador de notícies de la CNN, i va haver d'abandonar l'empresa per ocupar el càrrec de director executiu de la nova Space.com.